# Boy (autobiografia)
Boy è l'autobiografia di Roald Dahl, dai suoi primi anni di vita fino agli ultimi anni delle scuole superiori. Contiene illustrazioni di Quentin Blake. Vi viene narrato il periodo da quando era un bambino fino agli ultimi anni delle scuole superiori, ai quali fan seguito la sua partenza per l'Africa per lavorare per una società petrolifera e la partecipazione alla Seconda guerra mondiale dopo essersi arruolato nella RAF. Dall'opera si può capire che l'autore prendeva spesso spunto dalla sua infanzia per scrivere i suoi racconti, per esempio, durante il racconto viene esplicitamente rivelata l'origine dell'idea del suo famoso romanzo La fabbrica di cioccolato.

## Trama
Il libro si apre con Punto di partenza dove Roald inizia raccontando l'origine della propria famiglia: il padre Harald, originario di una cittadina vicina all'attuale Oslo, decise di partire in cerca di fortuna con il fratello Oscar in quei Paesi che avevano più possibilità di fornir loro motivi di arricchimento. Harald aprì una società di forniture navali e con il successo degli affari economici arrivò anche la famiglia: Harald sposò Marie, una ragazza francese che gli diede due figli, ma che morì dopo la nascita del secondo. Seguirono le nozze con la norvegese Sofie che sposò dopo che l'aveva incontrata in una vacanza in Norvegia.
Nel 1920 la morte della figlia Astri, dovuta ad appendicite, turbò Harald al punto che, quando anch'egli si ammalò non si curò di prestare attenzione alla propria malattia e, poco tempo dopo, morì anch'egli. Sofie, al tempo incinta, dovette occuparsi dei cinque figli da sola. 
La prima scuola di Roald fu il giardino d'infanzia "Villa Olmo" gestito dalla signora Corfield e dalla signorina Tucker, vicino a Llandaff in Galles. 
A sette anni, Roald lasciò Villa Olmo per frequentare la Scuola della Cattedrale di Llandaff, scuola elementare maschile. Qui è complice dei primi scherzi innocui che gli costeranno però, severe punizioni corporali da parte del direttore Mr. Coombes. Roald verrà spesso punito a colpi di bacchettate: la prima volta dopo aver messo un topo morto in un vaso di caramelle del negozio di dolci della città, gestito dalla signora Pratchett che tutti i ragazzini odiavano perché ineducata e sudicia. In questo periodo però, conserverà anche i suoi più bei ricordi, come l'estasi di fronte ad un ragazzo più grande, scendere da una strada di collina in bicicletta a tutta velocità senza le mani al manubrio, oppure come le annuali vacanze estive passate in Norvegia in visita ai nonni: un anno viene permesso a Roald di partecipare ad una tradizione norvegese, dove alla fine di un grande banchetto, a coloro che sono reputati abbastanza grandi, vengono offerti dei bicchierini di liquore molto forte. Ognuno pronuncia il nome di un commensale, si sorregge lo sguardo del compagno mentre entrambi bevono il liquore. Così per ognuno dei commensali. 
La Norvegia, inoltre, essendo formata da tantissime piccole isolette era un puro divertimento per la famiglia che, ogni giorno, cambiava spiaggia esplorando le isole dove i ragazzi seppero imparare a nuotare e si sbizzarrirono in ogni tipo di attività, persino la pesca. 
All'età di 8 anni circa, un dottore norvegese toglie le adenoidi al piccolo Roald senza anestesia. 
A nove anni, Roald vive la prima avventura del collegio al St Peter's School, il più vicino a casa sua. Tra le cose che lo accompagnarono la più utile fu certamente la sua cassettina personale: un bauletto in legno con le proprie iniziali dipinte di nero sul coperchio. Ogni studente ne aveva una e consisteva nella scorta personale di ognuno, poteva contenere dolci o frutta che veniva spedita puntualmente ogni settimana da casa, per ovviare allo scarso vitto della scuola. Al St Peter's School la domenica mattina era riservata alla corrispondenza con i genitori: gli studenti, in classe, scrivevano delle lettere che sarebbero state spedite a casa; erano minuziosamente controllati dal direttore che teneva conto di ogni errore di ortografia e di ogni cattiva parola che screditava la scuola. Un personaggio di spicco in questo collegio fu la Sorvegliante, una donna bionda e terribile che gestiva l'infermeria. Una volta Roald finse di avere l'appendicite per poter tornare qualche giorno a casa, nostalgico della propria famiglia e, in seguito ad un incidente d'auto, si ritrovò a subire un'operazione al naso. Sempre quanto al collegio, descrive il Capitan Hardcastle, terribile e autoritario insegnante che fece guadagnare a Roald le ennesime bacchettate sul sedere e che pareva disprezzare in particolare Roald. 
A tredici anni, Roald cambiò scuola e iniziò a frequentare il collegio privato Repton School. Le prime cose che gli restarono impresse furono le divise e i Boazer: questi ultimi erano dei ragazzi più grandi, prefetti, che avevano diritto di vita e di morte sui più piccoli, e quando non era il Direttore ad infliggere le punizioni, erano i Boazer. C'è da dire però, che di tanto in tanto agli studenti veniva recapitato un pacco spedito dalla Grande Fabbrica di Cioccolato di Cadbury. I ragazzini dovevano assaggiare le tavolette che venivano spedite e compilare degli appositi moduli con dei voti di preferenza e commenti sulla qualità. Passò due anni in quel collegio e ne vide di tutti i colori, come Corkers, un insegnante di matematica che fingeva di insegnare. 
Una volta lasciata la scuola, andò subito in cerca di un lavoro e a diciotto anni entrò a far parte della Shell Company. Dopo l'inizio della guerra dovette far parte della Royal Air Force ma un incidente gli impedì di continuare il servizio militare. 